# Sinfonia
Sinfonia là một dạng âm nhạc vào thế kỷ 17, 18.